# Janthura abyssicola
Janthura abyssicola is een pissebed uit de familie Janiridae. De wetenschappelijke naam van de soort is voor het eerst geldig gepubliceerd in 1962 door Wolff.